# بحيرة التمثال
بحيرة التمثال هي بحيرة تقع في البرية الروسية، والتي نفسها تقع في غابات كلاماث الوطنية في ولاية كاليفورنيا. تم تأطير الجدار الخلفي للبحيرة مع التماثيل، ولهذا السبب قد سميت ببحيرة التمثال.